# Repubblica Nordperuviana
La Repubblica Nordperuviana (spagnolo: Estado Nor-Peruano) fu una delle tre repubbliche costituenti la Confederazione Perù-Bolivia (1836-1839). Nacque nel 1836, separandosi dalla Repubblica Sudperuviana, proprio per formare il nuovo Stato.
Dopo la sconfitta nella Guerra della Confederazione, la Confederazione fu sciolta e le due repubbliche peruviane si riunirono, costituendo la Repubblica del Perù.